# Persiska kungsvägen
Den persiska kungsvägen var en antik väg som byggdes av den persiske kungen Dareios I på 400-talet f.Kr. Vägen effektiviserade kommunikationen mellan olika landsdelar och användes flitigt av de persiska budbärarna, pirradaziš. De kungliga sändebuden kunde resa mer än 2 500 km på bara sju dagar. 
Den grekiske historikern Herodotos skrev om Dareios I:s postväsen: 
"Det finns ingenting annat här på jorden som rör sig snabbare än dessa budbärare, som är en persisk uppfinning. Det berättas att det med bestämda mellanrum finns lika många hästar och män stationerade som det är dagsresor på hela sträckan, det vill säga en häst och en man per dagsresa. Ingenting kan hejda dessa ridande budbärare; de tillryggalägger sina dagsetapper utan hänsyn till snö eller regn, hetta eller nattmörker."

## Sträckning
Vägens dragning har rekonstruerats med utgångspunkt från Herodotos skrifter, arkeologiska undersökningar och andra historiska källor. Den började i Sardis (några mil öster om dagens Izmir, Turkiet) och fortsatte österut till assyriernas forna huvudstad Nineve (idag Mosul, Irak) och därifrån till Babylon. Från Babylon antas det att vägen hade två sträckningar vidare österut: en sträckning till Ecbatana och vidare längs Sidenvägen och en annan sträckning till Persepolis via Susa.

## Historia
Eftersom vägen varken följde den kortaste eller den lättaste vägen mellan de viktiga städerna i det persiska imperiet tror arkeologer att dess västligaste del byggdes av akemenidiska kungar, eftersom vägen gick igenom hjärtat av deras gamla imperium. Flera segment i öst gick ihop med Sidenvägen.
Dareios insats för vägens utveckling var att förbättra den och sammanbinda de olika delarna till en helhet. Vägens kvalitet var sådan att den kunde användas in i romartiden. Vid Diyarbakir i Turkiet står fortfarande en bro, som byggdes under Dareios tid, kvar.
Vägen var en garant för Persiens utveckling av handeln med fjärran länder, när den nådde sin höjdpunkt under Alexander den stores tid.